# Rudolph Magnus Forwald
Rudolph Magnus Forwald (Stavanger, 10 mei 1869-Oslo, 11 april 1936) was een Noors organist, componist en muziekpedagoog.

## Leven
Hij was de zoon van de van oorsprong Deense Ludvig Sverre Forwald, die eveneens organist en cantor was. Hij kreeg zijn opleiding in Noorwegen, Denemarken en Duitsland. Van 1894 tot 1904 was hij organist te Mandal en gaf destijds ook leiding aan het plaatselijk muziekkorps. Hij voerde bij orkest en koor een strak repetitieregime in dat men daar (nog) niet gewend was. Daarna vertrok hij naar Oslo om in de Sint Jacobskerk aldaar te spelen en les te geven (1904-1917) en daarna was hij tot aan zijn dood organist in de Uranienborgkerk.

## Werken
Voor wat betreft zijn composities schreef hij voornamelijk werken voor zijn eigen muziekinstrument, maar het meest bekend van hem zijn bewerkingen (parafrase) van kerst- en paasliederen. Een aantal daarvan is opgenomen voor een kerstcompact disc op het platenlabel Grappa.

### Voor piano
- Et barn er født i Betlehem (1908, Warmuth)
- Her kommer dine arme små
- Jeg synger julekvad
- Kimer i klokker
- Kjærlighet er lysets kilde

### Voor orgel
- Halleluja ur Händels Messias arr. for orgel med pedal.
- Festmarsch for orgel
- Marcia Religiosa
- Preludium
- Sonate for orgel
- Festpreludium over «Krist stod op af döde» (”Christ steht auf von der Tote”), op. 30 Nr. 3
- Festpreludium over «Deilig er den himmel blå» (1907, Warmuth)
- Festpreludium over «Deilig er jorden»
- Festpreludium over «Apostlene satt i Jerusalem»
- Festpreludium over <<Zions vaegter haever Rosten>> (1907, Warmuth)

### Ander werk
- Hil dig, Norge, op tekst van Per Sivle
- Gebet
- Kantate met baritonsolo
- opus 4: Sømandskonens, vuggevise (Warmuth, 1901)
- opus 5: Tre klaverstykker (Praeludium, Impromptu, Gavotte bij Warmuth, 1901)
- opus 6: Schaff es in mir, Gott, eines reines Herze (Brodrene Hals)
- opus 7: Im Herbste (Brodrene Hals)
- opus 9: To sänge
- opus 18: Paraphrase over Deilig er jorden
- opus 22: Eg elskar dei voggande tonar! (zangstem, piano, Haakon Zapffe)
- opus 30: Fire festpraeludier
- opus 42: Jeg synger julekvad fantasie (voor piano)
- opus 49: Parafrase over Kimer
- opus 50: Twaalf preludes (Norsk Musikforlag 1922)

## Concerten
- 18 november 1900: concert in de domkerk van Stavanger, samen met Julla Svendsen, later moeder van Trygve Torjussen.
- 5 november 1905[4], concertzaal Brødrene Hals met koor en bariton Halfdan Rode; uitgevoerd werd de kantate en Hil dig, Norge.

- Bibsys: 90962156
- Gemeinsame Normdatei: 114714978X
- International Standard Name Identifier: 0000 0004 9081 4074
- Virtual International Authority File: 81145971361532330654
- WorldCat: E39PBJvH9q39KTTWcCvdjp6R8C